# Snezhana Popova
Snezhana Popova –en ruso, Снежана Попова– (1974) es una deportista rusa que compitió en halterofilia. Ganó una medalla de plata en el Campeonato Europeo de Halterofilia de 2001, en la categoría de 48 kg.

## Palmarés internacional
| Campeonato Europeo | Campeonato Europeo   | Campeonato Europeo | Campeonato Europeo |
| Año                | Lugar                | Medalla            | Categoría          |
| ------------------ | -------------------- | ------------------ | ------------------ |
| 2001               | Trenčín (Eslovaquia) | Medalla de plata   | 48 kg              |